# Тупі (футбольный клуб)
«Тупі» (порт. Tupi) — бразильський футбольний клуб, який базується в місті Жуїз-ді-Фора, штат Мінас-Жерайс. Заснований 26 травня 1912 року.